# Juan José Vallejo González
Juan José Vallejo González (Toledo, 1912 - Barcelona, 1978) fue un activista y líder político español, miembro fundador de las Juventudes Socialistas Unificadas, promotor del deporte y dirigente de la Federación Cultural Deportivo Obrera. Participó en la organización de la Olimpiada Popular de Barcelona de 1936, frustrada por el inicio de la Guerra Civil Española. Ostentó la presidencia del Madrid Club de Fútbol desde el 4 de agosto de 1936 hasta 1937.  Como presidente de la Delegación de Atletas y del Comité Folclórico, junto con el Comité Catalán pro Deporte Popular, concurrieron a la III Olimpiada Obrera de Amberes. Fue uno de los fundadores del Quinto Regimiento. Llegó a ser comandante del Ejército Popular de la República. Sufrió la represión Franquista.

## Biografía
Nacido en Toledo en el seno de una familia ilustrada, su bisabuelo, José Mariano Vallejo y Ortega, fue diputado en las Cortes de Cádiz, su abuelo, Cecilio Vallejo, recibió el título de caballero de la Orden de Isabel la Católica por sus méritos como pedagogo, y  el profesor y político Julián Basteiro Fernández fue su padrino. Hacia 1918-19 la familia se trasladó a Madrid donde continuó sus estudios, pronto quiso contribuir a la economía familiar y trabajó de dependiente en la zapatería Casa Ibáñez de la calle de Alcalá.
Con el advenimiento de la Segunda República Española se acentuó su conciencia política y en 1932, con Fernando Claudín Pontes, Manuel Tuñón de Lara y otros, participó en la fundación y organización de las Juventudes Socialistas Unificadas (JSU) del PCE. En marzo de 1936, tras la victoria electoral del Frente Popular, se fusionaron las JSU y la Federación de Juventudes Socialistas, en un gran mitin celebrado en la plaza de Toros de las Ventas, con la intervención de Francisco Largo Caballero.
Como miembro de la Federación Cultural Deportiva Obrera, Vallejo tuvo el primer contacto con el Comité Catalán Pro Deporte Popular de Barcelona a raíz de la celebración de la Copa Thälmann, que tuvo lugar del 11 al 13 de abril de 1936, de donde surgió la idea de organizar, manifestación lúdico-política opuesta a los Juegos Olímpicos de Verano de 1936 de la Alemania nazi.
Al inicio del golpe de estado del 18 de julio de 1936, las JSU organizaron la defensa de Madrid con sus propias unidades militares, reuniendo a más de 2.000 voluntarios, nominados Batallón joven guardia, Más adelante, fueron integrados en la 43 Brigada Mixta y después en el Quinto Regimiento de Acero. Encuadrado en esta unidad, Vallejo participó en la Batalla de Guadarrama y en la defensa de la Ciudad Universitaria de Madrid.
En los días posteriores al levantamiento fascista, se intervino la Federación Española de Fútbol. Vallejo fue nombrado vicepresidente y el 4 de agosto, al ser requisado el Madrid Club de Fútbol, accedió a la presidencia. La Federación Cultural y Deportiva Obrera, órgano sectorial del Frente Popular, se hizo cargo del funcionamiento del club y, bajo su mando, el estadio de Chamartín se convirtió en centro y base de entrenamiento del Batallón Deportivo. El sucesor de Vallejo fue, hasta la finalización de la guerra, el coronel Antonio Ortega Gutiérrez, quien tras el golpe de Casado, fue detenido, encarcelado, torturado y ejecutado.
En 1939, Juan José Vallejo, siendo miembro del estado mayor del ejército republicano, con el grado de comandante, fue detenido en Extremadura y deportado al campo de campo de concentración de Rota (Cádiz). Sometido a un consejo de guerra por el Tribunal Militar Territorial Segón, acusado en el procedimiento sumarísimo n.3290/41 de rebelión militar, fue recluido en la cárcel de Sevilla, de donde huyó en mayo de 1940. Permaneció oculto en Madrid hasta que pudo trasladarse clandestinamente a Barcelona.
En 1945 se casó con Lola Calderón Ramón, tuvieron cuatro hijas y un hijo. A los tres últimos los inscribieron en la Escuela Italiana de Barcelona para ahorrarles el adoctrinamiento de la educación franquista. La familia vivió en el barrio de Poblenou.
Durante la década de 1970, a raíz de la detención, torturas y encarcelamiento de su hijo, Josep Carles Vallejo Calderón, trabajador de la SEAT y líder sindical, Vallejo padre, fue coordinador de solidaridad de los familiares de los presos políticos. En los últimos años de su vida se movió en el ámbito de la militancia en el PSUC y la labor al frente de la Cooperativa popular de consumo Pau i Justícia, con sede en la calle Pere IV que, entre otras iniciativas, promovió el monumento al Doctor Trueta en la rambla del Poblenou. Juan José Vallejo murió en enero de 1978. Sus restos reposan en San Baudilio de Llobregat.